# Veengronden
Veengronden zijn alle gronden die in de bovenste 80 cm voor meer dan de helft uit moerig of veenachtig materiaal bestaan. Het is een orde in de Nederlandse bodemclassificatie en alle gronden die voor het grootste deel uit mineraal materiaal bestaan, de minerale gronden, worden tot een van de andere orden gerekend. Gronden die voor meer dan de helft uit mineraal materiaal en voor een kleiner deel uit moerig materiaal bestaan, worden binnen een van de andere orden op groep- en subgroepniveau onderscheiden, zoals moerige podzolgronden en moerige eerdgronden.

## Onderverdeling
Binnen de veengronden worden twee suborden onderscheiden op basis van het voorkomen van een goed veraarde bovengrond (een moerige eerdlaag).
- Eerdveengronden - veengronden met een moerige eerdlaag.
- Rauwveengronden - veengronden zonder een moerige eerdlaag; deze gronden bestaan grotendeels uit weinig of niet veraard veen.

De twee suborden worden op basis van de aard van de moerige eerdlaag of de fysische rijping (indroging) van de grond in de volgende groepen en subgroepen onderverdeeld:
- Eerdveengronden
  - Kleiige eerdveengronden - veengronden met lutum (klei) in de veraarde bovengrond en een mull
    - Aarveengronden - kleiige veengronden met een veraarde bovengrond dikker dan 50 cm
    - Koopveengronden - kleiige veengronden met een veraarde bovengrond dunner dan 50 cm

  - Kleiarme eerdveengronden - veengronden zonder lutum in de bovengrond en een moder
    - Boveengronden - kleiarme eerdveengronden met een dikke A (> 50 cm)
    - Madeveengronden - kleiarme eerdveengronden met een dunne A (< 50 cm)
- Rauwveengronden
  - Initiale rauwveengronden - ongerijpte veengronden en veengronden met een dunne gerijpte bovengrond (<20 cm)
    - Vlietveengronden - zeer slappe en waterrijke veengronden

  - Gewone rauwveengronden - veengronden die dieper dan 20 cm zijn gerijpt
    - Weideveengronden - gewone rauwveengronden met een zavel- of kleidek met daarin een minerale eerdlaag
    - Waardveengronden - gewone rauwveengronden met een zavel- of kleidek zonder een goed ontwikkelde eerdlaag
    - Meerveengronden - gewone rauwveengronden met een zanddek (en veelal een minerale eerdlaag)
    - Vlierveengronden - gewone rauwveengronden zonder een zavel-, klei- of zanddek.

In de eerste druk van de bodemclassificatie voor Nederland (1966) werden ook bouwteveen- en mondveengronden onderscheiden. De eerdveengronden kenden een subgroep bouwteveengronden voor oudere veenontginningsgronden met in de ondergrond dekzand met een podzolprofiel. In de suborde rauwveengronden werden vrijwel identieke veenkoloniale gronden zonder moerige eerdlaag geclassificeerd als Mondveengronden.
In de internationale bodemclassificatie World Reference Base for Soil Resources en in de Amerikaanse classificatie (Soil Taxonomy) worden deze bodems geclassificeerd als Histosolen.